# سوسن البهيتي
سوسن البَهيتي (1987) مغنية أوبرا سعودية وتعد الأولى في مجالها الفني فيها.

## حياتها
ولدت عام 1987 من أم سورية وأب سعودي مهتمان بالفن، وقد رغبت إلى الموسيقى من خلال والديها اللذان كانا يسمعان لأم كلثوم. تعلمت عزف الجيتار وهي في السادسة من عمرها، بمساعدة أختها وابن عمها. وعن الغناء مع الموسيقى، فاخترقت مجاله أثناء دراستها في الجامعة الأمريكية بالشارقة، حيث حصلت على شهادة البكالوريوس في الإعلام. بدأ مشوارها مع الغناء منذ الطفولة وامتد حتى المرحلة الجامعية حتى حصلت على درجة البكالوريوس في الاتصال الجماهيري من الجامعة الأمريكية في الشارقة متخصصة في الإعلانات. عملت كمديرة مساعدة للعلامة التجارية لشاي ليبتون جرين في يونيليفر بين عامي 2012 و 2015، بعد أن التحقت كمتدربة. غنت الأوبرا منذ عام 2008 وأدت على المسرح عدة مرات في دبي. عملت أيضًا كمساعدة مدير إنتاج في شركة الخطوط السعودية للتموين في جدة بين عامي 2017 و 2018، لكنها طورت باستمرار مهاراتها في الغناء المهني من الجامعة فصاعدًا، بتشجيع من المشرف الأكاديمي على مواصلة مهنة في الأوبرا. جنبا إلى جنب مع مهنتها الموسيقية فهي عازفة جيتار ممتازة. وهي أيضًا صاحبة شركة لا ماما للضيافة ومقرها جدة.
تجيد أربع لغات، الإيطالية والفرنسية والألمانية الإنجليزية إلى جانب العربية.

### مهنتها الموسيقية
كانت أول مشاركتها في دورة غناء الكورال في الجامعة، «حيث قام البروفيسور المسؤول عن تجارب الأداء بترشيحها لغناء الأوبرا، ما جعلها تدخل في حالة استغراب وتعجب؛ كونها لم تتخيل في يوم من الأيام بأنها ستكون قادرة على أداء صوت قوي مثل الأوبرا.» صرحت عن هذه التجربة وقالت لسيدتي «بالفعل بدأت بتمرين حبالي الصوتية على أداء الأوبرا وكيفية التحكم بالنفس، وقدمت الكثير من المشاركات أبرزها كانت في الإمارات على مسرح مركز المواهب في دبي.»

بدأت مسيرتها الموسيقية من الأوبرا من عام 2008، وتعد الأولى في مجالها في السعودية، وهي أيضًا أول مدربة صوت معتمدة في المملكة، وقد بدأت بالتدريب في مركز نيويورك لتدريب الصوت، وحصلت على شهادة مدرب صوت معتمدة. تدربت من قبل إميلي جود بيركنز، فنانة الأوبرا الأمريكية وزوجها جون بيركنز.

زادت شهرتها بعد أن أدت السلام الوطني في مركز الملك فهد الثقافي بالرياض في 14 يونيو 2019، في إطار الحفل الموسيقي لأوبرا (لا سكالا) الإيطالية⁩.

على جانب غناء الأوبرالي، فهي عازفة جيتار ممتازة.

استمرت البهيتي في مسيرتها في وطنها بعد أن حصلت على شهادة مدربة صوتية معتمده من مركز التدريب الصوتي في نيويورك، ولديها الأستوديو الخاص، بعنوان صوت الروح (بالإنجليزية: The Soulful Voice)‏ في جدة أسست في 2018، حيث تدرب 25 طالباً، معظمهم من السعوديين.